# مستشفى القصاصين التخصصي
مستشفى القصاصين التخصصي هي مستشفي في القصاصين، بمحافظة الإسماعيلية، مصر.

## الوصف
تبلغ المساحة الكلية لمستشفى القصاصين التخصصى 6 آلاف و120 مترا مربعا، ويضم 46 سرير داخلى، بالإضافة إلى قسم للرعايات المركزة يضم 15 سرير، وقسم آخر للعمليات يضم غرفتين عمليات وغرف كشف وإفاقة ومعمل وبنك للدم، فضلًا عن قسم للنساء والتوليد يضم غرفة ولادة طبيعية وغرفة ولادة قيصرية و11 حضانة للأطفال المبتسرين وغرفة عزل، وقسم خاص للغسيل الكُلوى يضم 16 كرسى للغسيل الكُلوى، علاوة على أقسام الاستقبال والطوارئ والعيادات الخارجية والمعامل والأشعة والصيدليات بالمستشفى.